# Parafia św. św. Włodzimierza i Olgi w Wydminach
Parafia Świętych Włodzimierza i Olgi w Wydminach – parafia greckokatolicka w Wydminach, w dekanacie węgorzewskim eparchii olsztyńsko-gdańskiej.

## Historia
Założona w 1976. Mieści się przy ulicy Dworcowej. W lipcu 2001 poświęcono kamień węgielny pod budowę cerkwi przy ul. Dworcowej 2a, którą oddano do użytku w 2003 roku. Autorami projektu budynku są Jarosław Gumieniak i Jerzy Wiensko z Białegostoku. Do czasu budowy świątyni parafialnej wierni korzystali z kościoła rzymskokatolickiego pw. Chrystusa Zbawiciela w Wydminach. Na terenie parafii katechizacja dzieci i młodzieży jest prowadzona w szkole podstawowej w Wydminach i Gawlikach Wielkich. 